# Valerijonas Kubilius
Valerijonas Kubilius (* 27. Oktober 1939 in Šerkšniai, Rajongemeinde Skuodas) ist ein litauischer Politiker.

## Leben
Nach der Mittelschule Mosėdis lernte er von 1955 bis 1959 am Technikum für Landwirtschaft in Rietavas. Von 1960 bis 1963 leistete er den Sowjetarmeedienst. Von 1966 bis 1970  studierte er an der Parteihochschule in Vilnius. Von 1970 bis 1978 war er Leiter der Lietuvos komunistų partija und erster Sekretär in Skuodas. Von 2000 bis 2009 war er Bürgermeister der Rajongemeinde Kretinga.
Ab 1981 war er Mitglied der LKP, ab 1990 der Lietuvos demokratinė darbo partija, ab 2001 der Lietuvos socialdemokratų partija.
Er ist verheiratet. Mit Frau Eugenija hat er die Kinder Artūras und Giedrius.

## Quelle
- Leben

| Personendaten    | Personendaten                    |
| ---------------- | -------------------------------- |
| NAME             | Kubilius, Valerijonas            |
| KURZBESCHREIBUNG | litauischer Politiker            |
| GEBURTSDATUM     | 27. Oktober 1939                 |
| GEBURTSORT       | Šerkšniai, Rajongemeinde Skuodas |